# Mùa bão Tây Bắc Thái Bình Dương 1999
Mùa bão Tây Bắc Thái Bình Dương 1999 không có giới hạn chính thức, nhưng hầu hết các xoáy thuận nhiệt đới có xu hướng hình thành trên Tây Bắc Thái Bình Dương trong khoảng giữa tháng 5 và tháng 11. Những thời điểm quy ước phân định khoảng thời gian tập trung hầu hết số lượng xoáy thuận nhiệt đới hình thành mỗi năm ở Tây Bắc Thái Bình Dương.
Phạm vi của bài viết này chỉ giới hạn ở Thái Bình Dương, khu vực nằm ở phía Bắc xích đạo và phía Tây đường đổi ngày quốc tế. Những cơn bão hình thành ở khu vực phía Đông đường đổi ngày quốc tế và phía Bắc xích đạo thuộc về Mùa bão Đông Bắc Thái Bình Dương 1999. Bão nhiệt đới hình thành ở toàn bộ khu vực Tây Bắc Thái Bình Dương sẽ được đặt tên bởi Trung tâm Cảnh báo Bão Liên hợp  JTWC . Áp thấp nhiệt đới ở khu vực này sẽ có thêm hậu tố "W" phía sau số thứ tự của chúng. Áp thấp nhiệt đới trở lên hình thành hoặc đi vào khu vực mà Philippines chịu trách nhiệm cũng sẽ được đặt tên bởi Cục quản lý Thiên văn, Địa vật lý và Khí quyển Philippines  PAGASA . Đó là lý do khiến cho nhiều trường hợp, một cơn bão có hai tên gọi khác nhau.

## Tên bão
Trong năm 1999, bão nhiệt đới trên Tây Bắc Thái Bình Dương được đặt tên bởi JTWC. Cơn bão đầu tiên được đặt tên là Hilda và cuối cùng là Gloria.
| - Hilda - Iris - Jacob - Kate (9901) - Leo (9902) - Maggie (9903) | - Neil (9904) - Ogal (9905) - Paul (9906) - Rachel (9907) - Sam (9908) - Tanya(9909) | - Virgil (9910) - Wendy (9911) - York (9912) - Zia (9913) - Ann (9914) - Bart (9915) | - Cam (9916) - Dan (9917) - Eve (9918) - Frankie (9919) - Gloria (9920) |  |

### Tên bão ở Philippines
Cục quản lý Thiên văn, Địa vật lý và Khí quyển Philippines  PAGASA  sử dụng một danh sách tên riêng cho những xoáy thuận nhiệt đới (bão và áp thấp nhiệt đới) nằm trong khu vực mà họ theo dõi. Đây là danh sách tên giống với danh sách của mùa bão năm 1995, ngoại trừ tên Rosing đã được thay thế bởi Rening
| - Auring - Bebeng - Karing - Diding (9901) - Etang (9903) | - Gening - Helming (9904) - Ising (9905) - Luding (9908) - Mameng (9911) | - Neneng (9912) - Oniang (9915) - Pepang (9917) - Rening (9918) - Sendang (9919) | - Trining (9920) - Ulding - Warling - Yayang - Ading | - Barang - Krising - Dadang - Erling - Goying |

### Số hiệu tại Việt Nam
Ở Việt Nam một cơn bão (đạt cường độ bão nhiệt đới trở lên) sẽ được đặt số hiệu khi nó đi vào khu vực thuộc phạm vi theo dõi của Trung tâm Dự báo Khí tượng Thủy văn Việt Nam được xác định trên Biển Đông phía Tây kinh tuyến 120°Đ và phía Bắc vĩ tuyến 10°B. Số hiệu của bão được đặt theo số thứ tự xuất hiện của nó trong năm.
Dưới đây là các cơn bão được Trung tâm Dự báo Khí tượng Thuỷ văn Việt Nam đặt số hiệu trong năm 1999:
| - Bão số 1 (Leo) - Bão số 2 (Etang) - Bão số 3 (Rachel) - Bão số 4 (Sam) - Bão số 5 (Wendy) - Bão số 6 (York) - Bão số 7 (Cam) - Bão số 8 (Dan) - Bão số 9 (Eve) - Bão số 10 (ATNĐ 33W) |

Trong đó chỉ có bão số 9 đổ bộ Quảng Bình, bão số 10 đổ bộ Phú Yên. 8 cơn bão còn lại vào Nam Trung Quốc.